# The Fabulous Ones
I Fabulous Ones sono stati un tag team di wrestling attivo dal 1982 al 1991, composto da Stan Lane e Steve Keirn, prevalentemente attivo nelle federazioni Continental Wrestling Association, Florida Championship Wrestling, Southwest Championship Wrestling e United States Wrestling Association. A causa della loro gimmick dei ragazzi "giovani, atletici ed amati dai fan" sono considerati i progenitori di tag team quali The Rock 'n' Roll Express, The Fantastics e The Rockers. Lane e Keirn furono inoltre pionieri nello stile dei promo "alla MTV", creando video promozionali ed entrate spettacolari grazie alla loro popolare canzone d'ingresso Everybody Wants You di Billy Squier.

## Storia

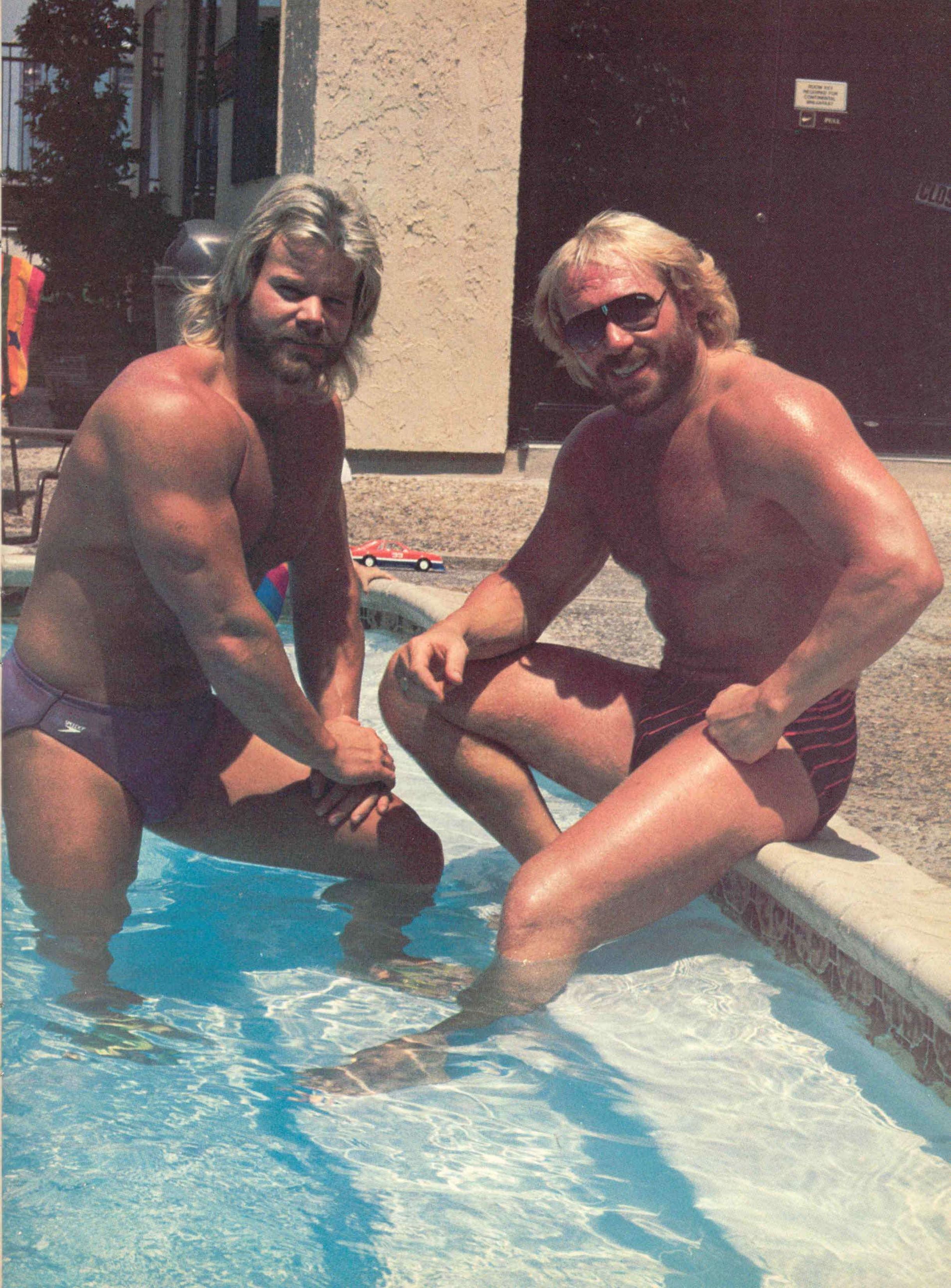
Stan Lane (sinistra) e Steve Keirn (destra), 1985 circa

## Nel wrestling
Manager
- Jackie Fargo
- Jim Cornette

Musica d'ingresso
- Everybody Wants You di Billy Squier

## Titoli e riconoscimenti
- Championship Wrestling from Florida
  - NWA United States Tag Team Championship (Florida version) (2)
- Continental Wrestling Association
  - AWA Southern Tag Team Championship (15)[3][4]
  - CWA World Tag Team Championship (2)
- Pro Wrestling Illustrated
  - 28º posto nella lista dei 500 migliori tag team durante i "PWI Years"
- Southwest Championship Wrestling
  - SWCW World Tag Team Championship (1)
- United States Wrestling Association
  - USWA World Tag Team Championship (1)
  - 1995 “Best of Memphis” Tag-Team tournament winners